# Liphistius desultor
Liphistius desultor – gatunek dużego pająka z rodziny Liphistiidae.

## Morfologia
Liphistius desultor to masywnie zbudowany pająk o dość krótkich odnóżach, osiągający 30-40 mm długości. Ma czerwony głowotułów, ciemny odwłok i czarno-czerwone odnóża. Mimo iż dość podobny do przedstawicieli Theraphosidae i Ctenizidae nie jest z nimi blisko spokrewniony – rodzina Liphistiidae, w której jest klasyfikowany, należy do odrębnego podrzędu Mesothelae. Liphistius desultor prawdopodobnie jest żywą skamieniałością – dowodzą tego zachowanie resztek pierwotnej segmentacji ciała oraz ustawienie szczękoczułków i duże rozmiary pazurów jadowych.

## Biologia
Pająk czatuje przy wejściu do rurki mieszkalnej na owady i inne niewielkie bezkręgowce, które wyczuwa odbierając drgania podłoża oraz dzięki rozchodzącym się od norki sieciom sygnalizacyjnym. Kiedy ofiara znajdzie się w pobliżu wieczka Liphistius desultor natychmiast atakuje i wstrzykuje jej jad.

## Siedliska
Występuje w lasach deszczowych na terenie Malezji. Zamieszkuje podłoża wilgotnych lasów równikowych, gdzie buduje rurkowate nory zaopatrzone w wieczko.